# История Австралии (1851—1900)
История Австралии (1851—1900) — период, охватывающий 50 лет истории коренного и колониального населения австралийского континента, предшествующих образованию Австралийского союза в 1901 году.

## Золотые лихорадки
Обнаружение золота в Новом Южном Уэльсе в 1851 году, а затем и в недавно сформированной колонии Виктория, значительно преобразило Австралию в экономическом, политическом и демографическом плане. Начало золотой лихорадки пришлась как раз на то время, когда в мире разразилась экономическая депрессия. В результате примерно 2% населения Британии и Ирландии в 1850-х годах иммигрировало в Новый Южный Уэльс и Викторию. Помимо них имелось большое число приезжих из континентальной Европы, Северной Америки и Китая.
Лихорадка началась с объявления об обнаружении золотого месторождения близ Батерста. В тот год население Нового Южного Уэльса составляло около 200 тыс человек, треть из которых проживала в дне езды от Сиднея, а остальные были разбросаны по побережью и пасторальным районам от Порт-Филлипа на юге до Мортон-Бэй на севере. В 1836 году была организована новая колония — Южная Австралия, которая была выделена из территории Нового Южного Уэльса. Золотая лихорадка 1850-х годов способствовала большому притоку переселенцев, которые однако главным образом осели в районе с богатейшими золотыми приисками у Балларата и Бендиго — Порт-Филлипе, в 1851 году выделенный в самостоятельную колонию Виктория.
Вскоре население Виктории превысило население Нового Южного Уэльса, а её бурно развивающаяся столица Мельбурн превзошла в размере Сидней. Несмотря на это, рудники Нового Южного Уэльса также привлекали старателей и к 1857 году население колонии превысило 300 тыс. Внутри континента расцвели такие города как Батерст, Гоулберн, Ориндж и Янг. Эта волна мигрантов отличалась особой полиэтничностью. Золото принесло с собой достаток, но также породило и новую социальную напряжённость. В частности, Янг стал местом печально известного антикитайского восстания шахтеров 1861 года. Несмотря на напряжённость, приток мигрантов принёс с собой и свежие идеи из Европы и Северной Америки. К примеру, норвежские золотоискатели ввели в Снежных горах Австралии практику катания на лыжах.
В 1858 году началась новая золотая лихорадка на крайнем севере континента, которая привела к выделению Квинсленда в отдельную колонию в 1859 году. Нынешние границы Нового Южного Уэльса окончательно устоялись после передачи земель, теперь известных как Северная Территория под начало Южной Австралии в 1863 году. Разграничение земель и бурный рост соседних Виктории и Квинсленда обозначили начало существования Нового Южного Уэльса как отдельной от остальных австралийских колоний политической и экономической единицы. Соперничество между Новым Южным Уэльсом и Викторией, в ходе которого обе колонии стремились действовать по-своему, во второй половине XIX века шло весьма интенсивно. С истощением запасов «лёгкого золота» образовавшиеся излишки рабочей силы с рудников были поглощены обрабатывающей промышленностью Виктории, защищённой высокими тарифными барьерами. Виктория стала цитаделью протекционизма, либерализма и радикализма. Новый Южный Уэльс, не столь радикально преображённый демографически из-за золотых лихорадок, остался более консервативным: в нём все также имели политический вес владельцы коронных земель и их союзники из бизнес-кругов Сиднея. Как торговая колония, делающая ставку на экспорт, Новый Южный Уэльс остался преданным идее свободной торговли.

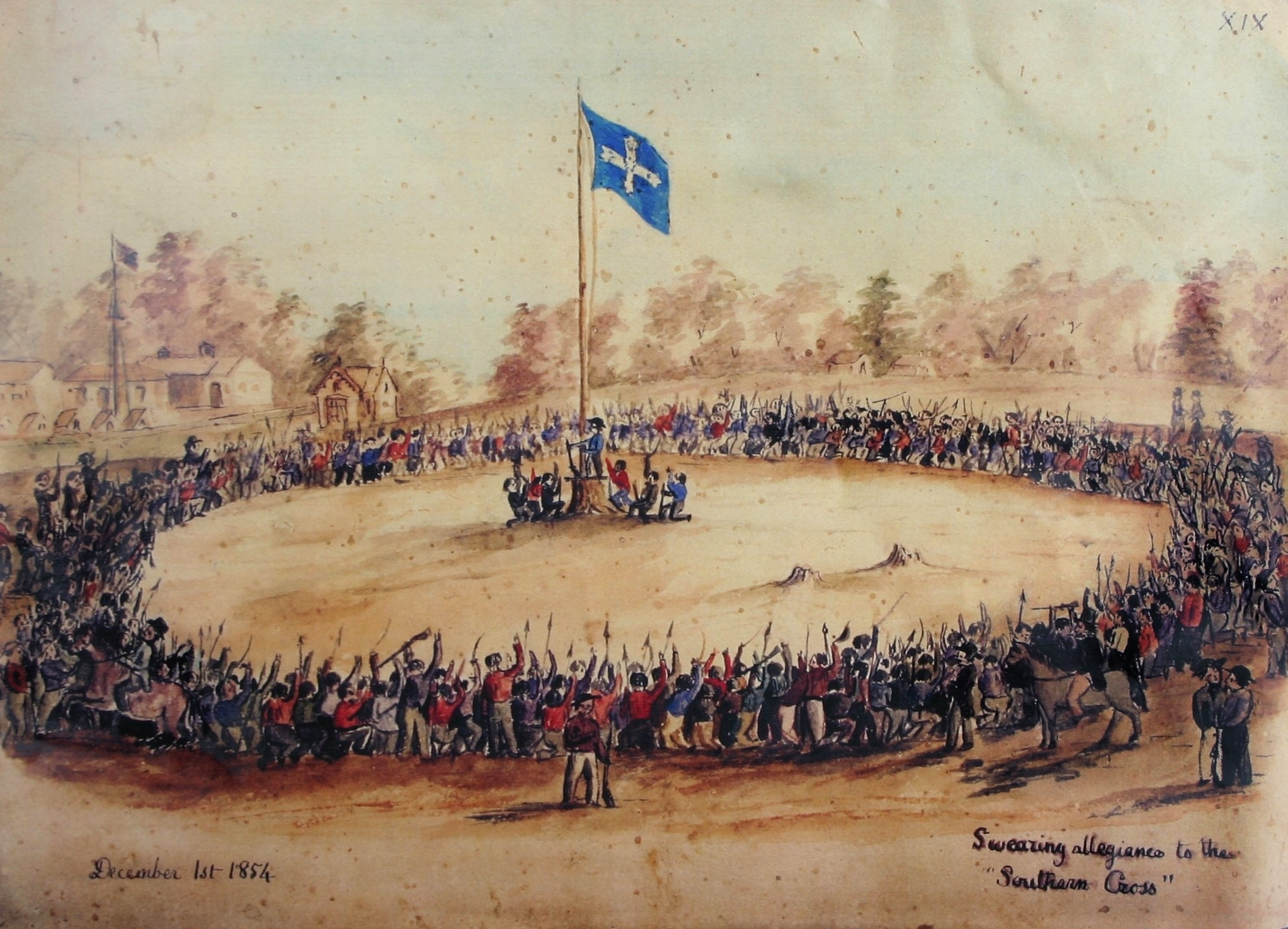
«Принесение присяги Южному кресту 1 декабря 1854 года». Акварель Шарля Дудье.

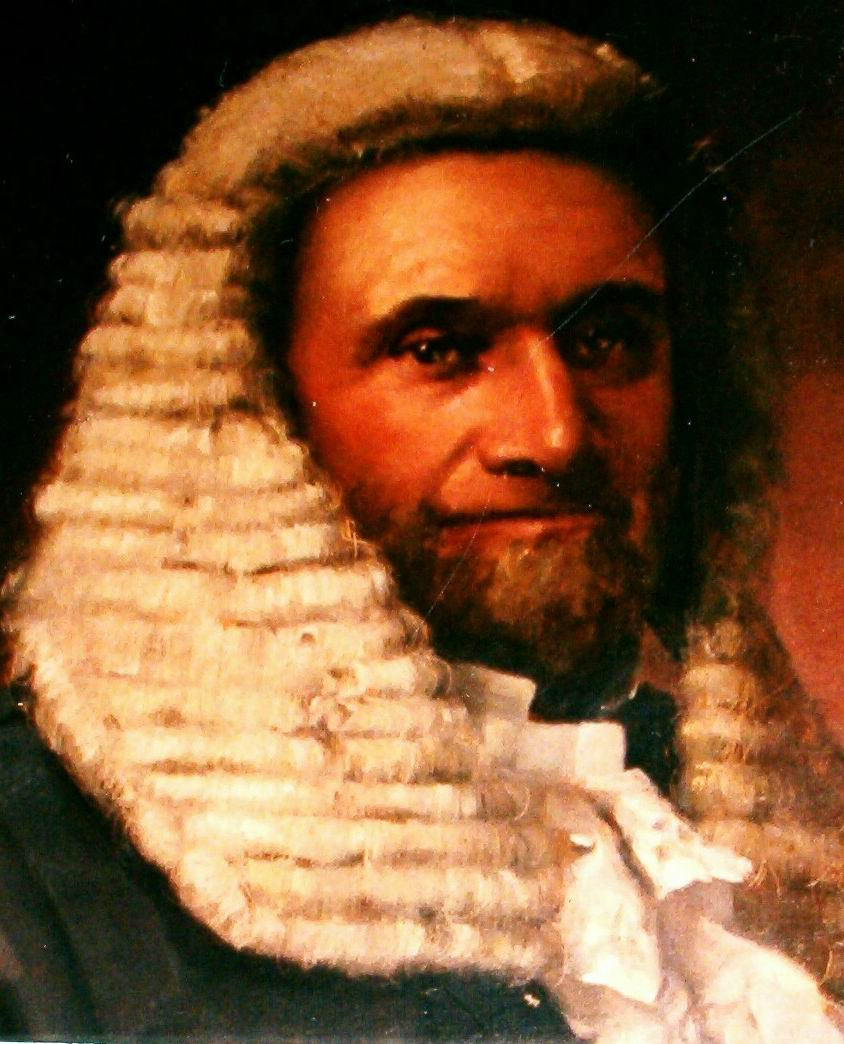
Лидер Эврикского восстания Питер Лолер позднее стал спикером Законодательной ассамблеи Виктории.

Золото внезапно обогатило некоторых (многие из старейших обеспеченных семей Австралии ведут свою историю именно с этого времени), но подавляющему числу людей оно принесло скромный доход, однако что важнее, оно обеспечило их занятость. За несколько лет эти новые переселенцы превзошли числом бывших и настоящих заключённых. Они начали требовать наличия судов присяжных, представительского правительства, свободной прессы и других атрибутов свободы и демократии. Несмотря на популярный миф, эти требования встречали мало сопротивления у колониальных чиновников и колониального офиса в Лондоне, однако некоторое сопротивление исходило от владельцев коронных земель. К этому моменту в Новом Южном Уэльсе уже и так действовал частично избираемый Законодательный совет, впервые собранный в 1825 году.
Эврикское восстание 1854 года — вооружённый протест шахтёров золотых приисков Виктории и развернувшиеся вокруг него дебаты — послужили важным толчком к дальнейшей демократизации. Восстание вспыхнуло из-за планов правительства по введению шахтёрских лицензий. Предусмотренный лицензионный сбор должен был уплачиваться вне зависимости от того, увенчались ли усилия старателя по поиску золота успехом. Таким образом, менее успешные из них столкнулись с трудностями по его уплате. Другой проблемой была коррупция властей. В ноябре 1854 года тысячи старателей вышли на протест с призывом к отмене лицензионного сбора и требованием избирательного права для всех мужчин. Была сформирована Лига реформ, некоторые из лидеров которой имели связи с движением чартистов в Англии. 30 ноября состоялось массовое сожжение лицензий, после чего протестующие направились маршем к Эврикским раскопкам и возвели укрепление из частокола. 500 человек под началом Питера Лолера принесли присягу под флагом с изображением Южного креста и приготовились к обороне укрепления. 3 декабря колониальные войска атаковали частокол: в результате двадцатиминутной перестрелки погибло 22 старателя и 5 солдат. Тринадцать старателей, позже преданных суду, были оправданы и на следующий год правительство удовлетворило требования повстанцев. В последовавших выборах 1855 года Питер Лолер стал первым членом Законодательного совета Балларата.
В 1855 году Новый Южный Уэльс, Виктория, Южная Австралия и Тасмания (в которую Земля Ван-Димена была переименована) стали обладать собственными правительствами с двухпалатными парламентами, в которых нижние палаты были полностью выборными. В верхних палатах (Законодательных советах) власть оставалась сосредоточена главным образом у сквоттеров, переживавших, что радикальные демократы могут конфисковать часть их обширных хозяйств. Вскоре их страхи частично оправдались и в наиболее заселённых частях Австралии начался медленный процесс отхода от «сквоттократии».
Завоз болезней из Старого света имел катастрофические последствия для аборигенного населения Австралии. В промежуток между первым контактом с европейцами и началом XX века их численность сократилась с примерно 500 тыс до 50 тыс, т.е. в десять раз.  Особенно смертоносны оказались оспа, корь и грипп, хотя для людей, без вырабатонной за тысячи лет устойчивости к европейским патогенам, смертельной оказывалась даже ветрянка.

### Бушрейнджеры

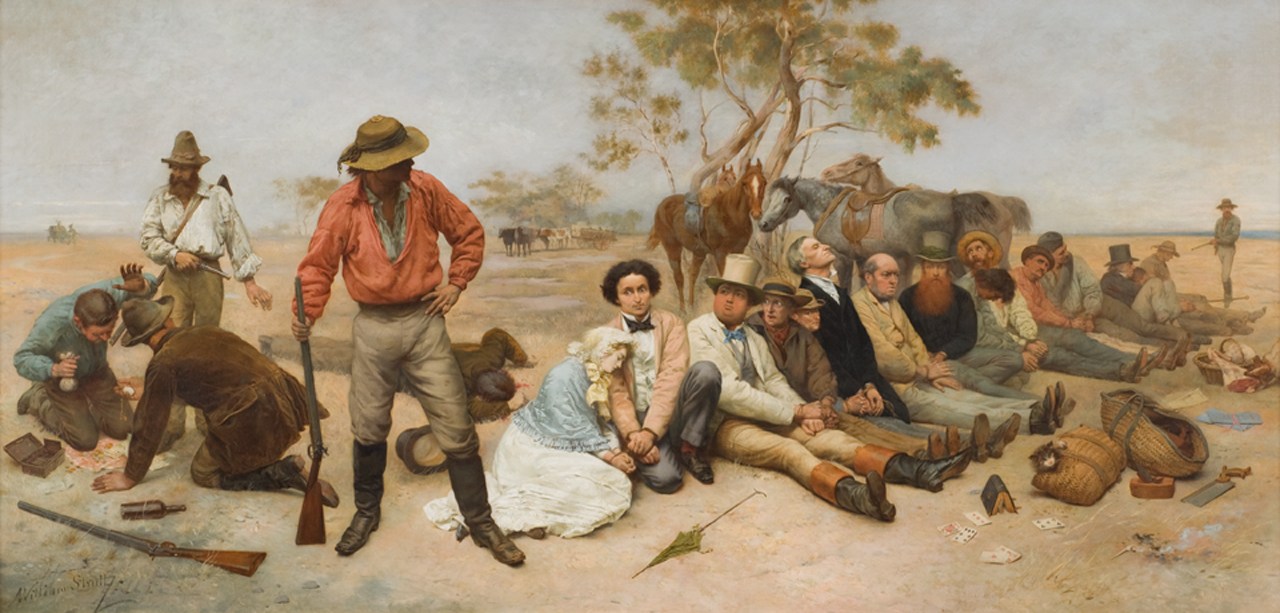
«Бушрейнджеры». Уильям Стратт, 1887.
Сцена одного из налётов бушрейнджеров, часто имевших место во времена золотой лихорадки в Виктории.

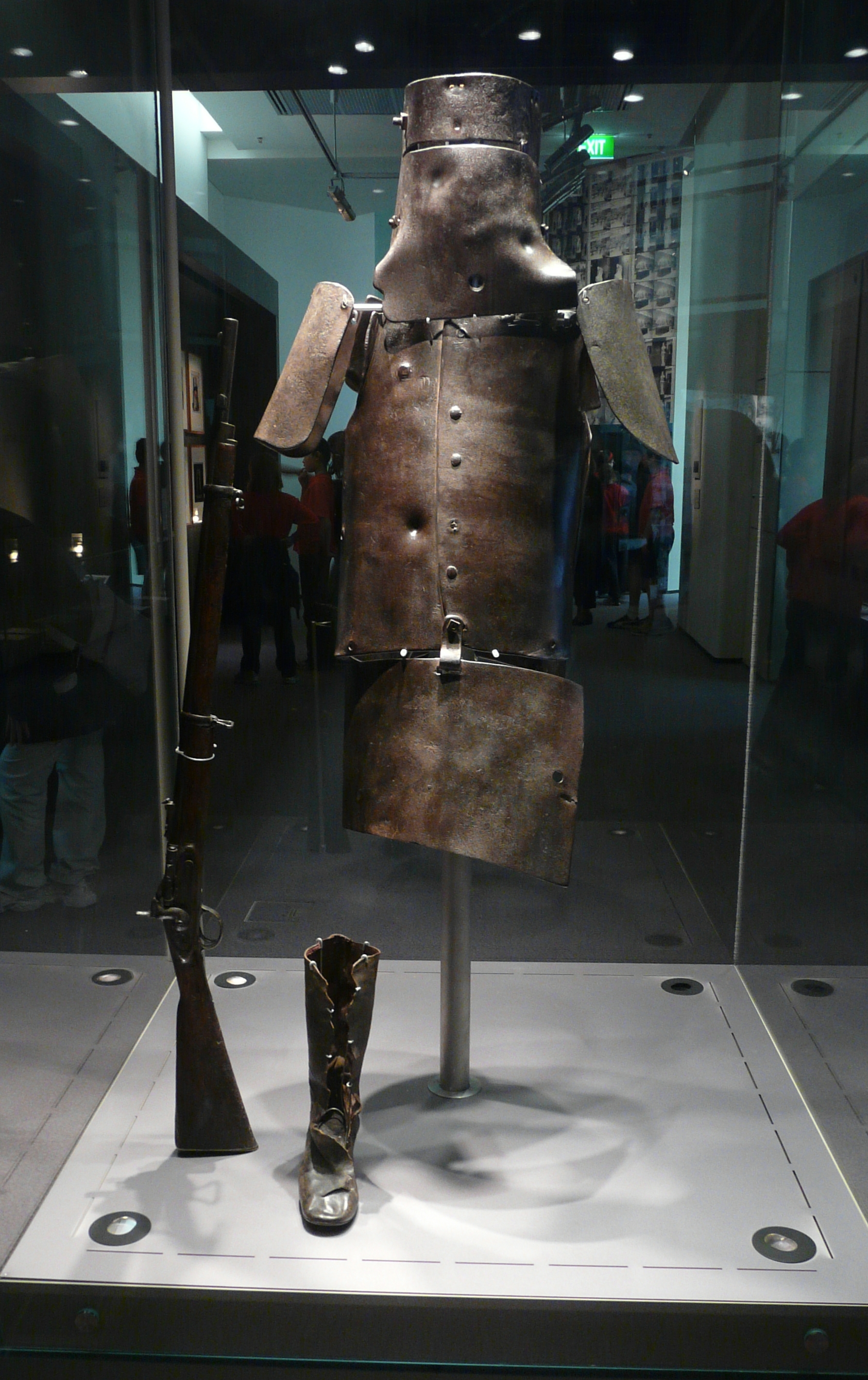
Броня Неда Келли, выставленная в Библиотеке штата Виктория.

Изначально бушрейнджерами называли беглых заключённых раннего периода британского заселения Австралии, имевших достаточно навыков для выживания в австралийском буше, чтобы скрываться в нём от властей. Позднее термин эволюционировал и стал означать людей, добровольно ставших на преступный путь и выбравших образ жизни свободных грабителей, использующих буш в качестве своей базы. Эти бушрейнджеры напоминали «разбойников с большой дороги» из других частей света. Они часто промышляли ограблениями дилижансов и банков в небольших городках.
Считается, что за всё время их существования — от первых сбежавших заключённых до заката эпохи бушрейнджеров после поимки Неда Келли — их было примерно 3000 чел.
Бушрейнджеры были обычным делом на континенте, однако самые серьёзные побеги заключённых, отмеченные жестокостью, случались на Земле Ван-Димена (Тасмании). В буше укрывались сотни беглецов, фермеры покидали свои хозяйства, а в колонии было введено военное положение.
Время расцвета бушрейнджеров пришлось на годы золотых лихорадок в 1850—1860-е. Высока была их активность и в Новом Южном Уэльсе.
С ростом заселённости территорий, повышением эффективности полиции, прокладкой железнодорожных путей и телеграфов, бушрейнджерам становилось всё труднее скрываться от властей.
Среди последних бушрейнджеров была банда Неда Келли, схваченная в 1880 году — через два года после объявления в розыск. Келли родился в Виктории в семье ирландца-заключённого и с ранних лет начал попадать в поле зрения колониальной полиции. После происшествия с констеблем в его доме в 1878 году полиция начала поиски Неда в буше. После того, как он убил троих полицейских, колония объявила его и его сообщников в розыск.
Финальное противостояние с полицией состоялось 28 июня 1880 года. Келли, облачённый в собственноручно сделанные шлем и броню из металлических пластин, был схвачен и отправлен под стражу. Он был повешен за убийства в ноябре 1880 года. Его дерзость и дурная слава сделали его культовой фигурой австралийской истории и фольклора, в том числе литературы и фильмов.

## Исследования вглубь континента

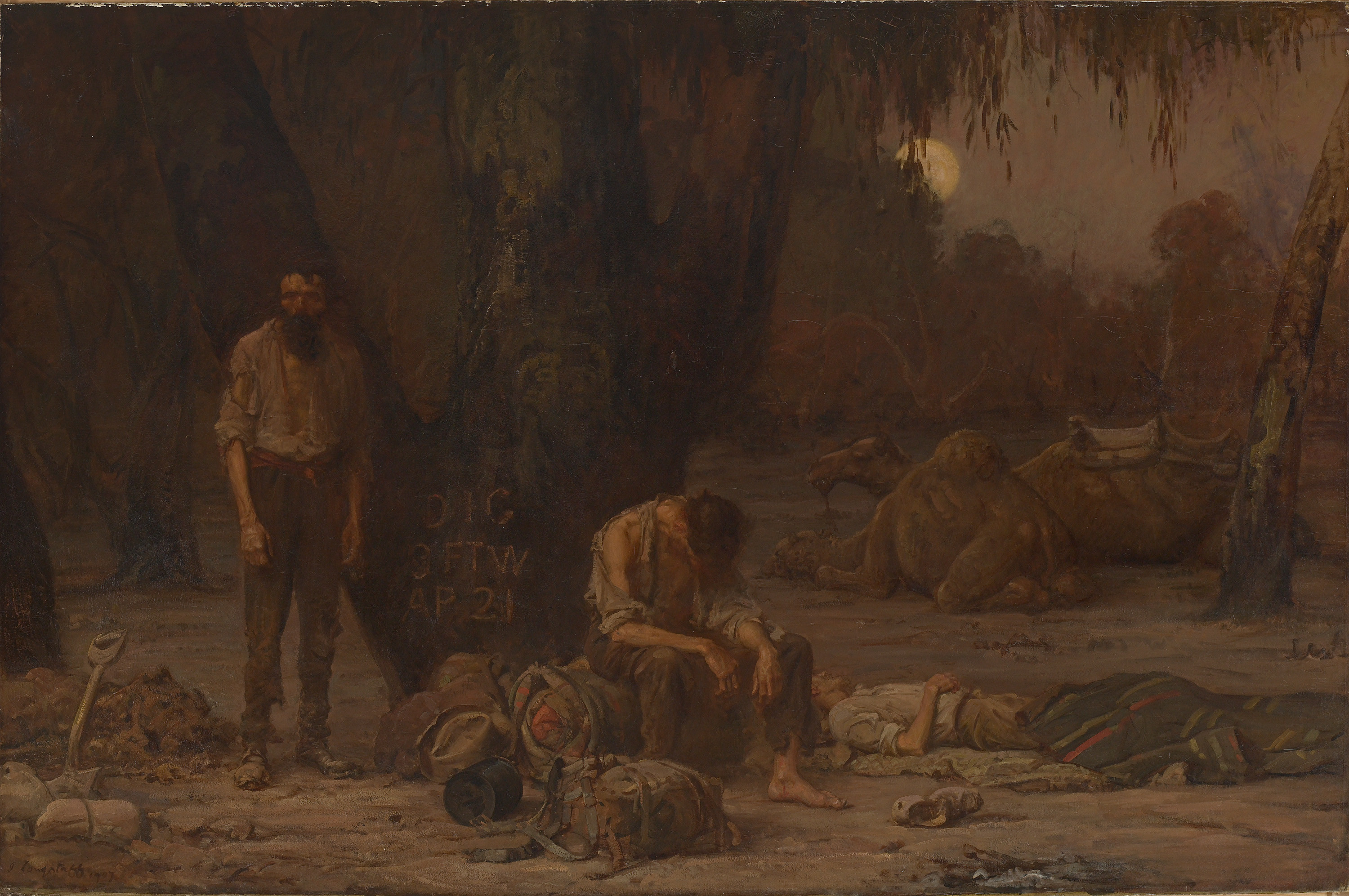
«Прибытие Бёрка, Уиллса и Кинга в брошенный лагерь у Купер-Крик, воскресный вечер 21 апреля 1861 года».
Джон Лонгстафф, картина маслом, 1907.

Европейские исследователи в этот период совершали последние великие экспедиции — зачастую трудные, а порой и трагические. Некоторые из них спонсировались колониальными правительствами, в то время как другие поощрялись частными инвесторами. К 1850 году огромные области внутренней территории были до сих пор не изведаны европейцами. Такие первопроходцы, как Эдмунд Кеннеди и прусский натуралист Людвиг Лейхгардт встретили трагический конец в попытках заполнить эти пробелы в 1840-е годы, однако исследователи не теряли амбиций отыскать новые земли пригодные для сельского хозяйства или удовлетворить научные интересы. Землемеры также выступали в роли исследователей и колонии снаряжали экспедиции для определения наилучших маршрутов для путей сообщения. Размеры экспедиций значительно варьировались от небольших групп в два-три человека, до больших хорошо снаряжённых команд, возглавляемых известными исследователями, в которых были кузнецы, плотники, рабочие, а также гиды-аборигены и у которых имелись лошади, верблюды или волы.
В 1860 году состоялась злополучная экспедиция Бёрка и Уиллса — попытка пересечь континент с юга на север от Мельбурна до Залива Карпентария. Не имея достаточного опыта выживания в дикой местности и нежелая идти на контакт с аборигенами, Бёрк и Уиллис погибли в 1861 году. Вернувшись к оговоренному месту встречи с остальной командой у реки Купер-Крик они обнаружили, что она двинулась в путь буквально за пару часов до их прибытия, практически не оставив припасов. Посредственная организация экспедиции обернулась катастрофой, потрясшей австралийское общество.
В 1862 году Джон Макдуал Стюарт успешно пересёк Центральную Австралию с юга на север. Его экспедиция зафиксировала маршрут, по которому позже протянули линию трансконтинентального телеграфа Аделаида—Дарвин.
Улуру и Ката-Тьюта были впервые нанесены на карту в 1872 году в ходе экспедиций, которые стали возможными благодаря упомянутой телеграфной линии. В двух независимых походах Эрнест Джайлс и Уильям Госс стали первыми европейцами, посетившими эти места. Джайлс посетил местность у Каньона Кингс, которой присвоил название «Гора Ольга», в то время как Госс исследовал Улуру и назвал её «Эрс-Рок» в честь премьера Южной Австралии Генри Эрса. Бесплодные пустынные земли центральной Австралии разочаровали европейцев как непригодные для сельского хозяйства, однако позже стали восприниматься в качестве одной из визитных карточек Австралии.

### Влияние на коренное население

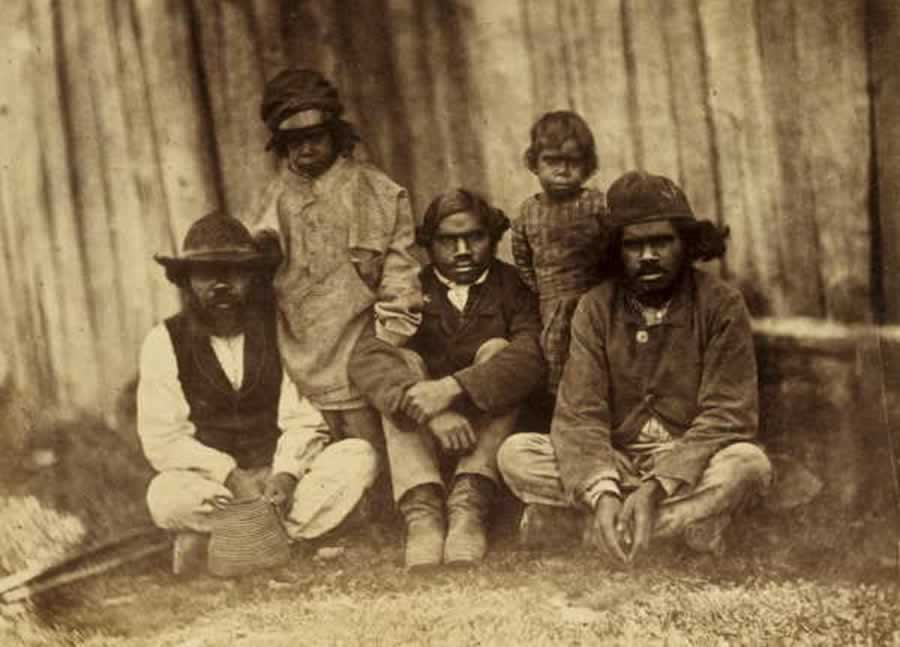
Аборигены-фермеры в Виктории, 1858. Коренное население, утратившее свои земли, в основном было вытеснено в резервации или миссии.

Неуклонные посягательства европейских исследователей на земли аборигенного населения встречали разную реакцию: от дружественного любопытства, до страха и насилия. Зачастую, ранние исследовательские экспедиции европейцев смогли завершиться успехом лишь благодаря помощи гидов-аборигенов, переговорщиков или благодаря напутствиям от встречавшихся на пути племён. Тем не менее, прибытие европейцев коренным образом повлияло на аборигенное общество. По мнению историка Джеффри Блайни «В тысяче отдельных точек то и дело случались стычки с применением огнестрельного оружия, луков и копий. Что ещё хуже — оспа, корь и грипп стали сражать один лагерь аборигенов за другим. В итоге аборигены были покорены не оружием, а болезнями и влекомой ими деморализацией».
Скотоводы не редко селились за фронтиром (вне предела поселений европейцев) и их конкуренция за воду и землю с коренным населением часто порождала конфликты, особенно в засушливой местности. Десятилетиями позже аборигены начали наниматься для работы на корововодческих станциях, где хорошо себя зарекомендовали.
Христианские миссионеры стремились обратить аборигенное население. Видный активист аборигенного происхождения Ноэль Пирсон (род. 1965), выросший в лютеранской миссии в Кейп-Йорке, так отозвался о роли миссий в колониальной истории Австралии: «Они были настоящим раем по сравнению с тем адом, каким была жизнь в австралийском фронтире, и это способствовало колонизации».
Также в этот период были проведены некоторые антропологические изыскания. Знаковым событием стала публикация труда первопроходцев в вопросе изучения коренного населения Австралии Уолтера Болдуина Спенсера и Фрэнсиса Гиллена «Коренные племена центральной Австралии» (1899), получившего международное признание и являющегося ценным источником об укладе жизни аборигенного населения Австралии в XIX веке.
С тех пор как европейцы взяли под контроль территории аборигенного населения, оставшиеся аборигены, которых не затронули болезни или конфликты с колонистами, были вытеснены в резервации или миссии. Некоторая часть осела на задворках белых поселений или нанялась на работу на станциях. Еще какая-то часть смешалась с колонистами, вступив с ними в браки. Рацион, болезни и алкоголь европейцев оказал неблагоприятное воздействие на многих аборигенов. К концу XIX века лишь относительно небольшое число аборигенов смогло сохранить традиционный уклад жизни, главным образом на дальнем севере континента и в пустынных центральных регионах.

## Взлёты, рецессии и профсоюзы

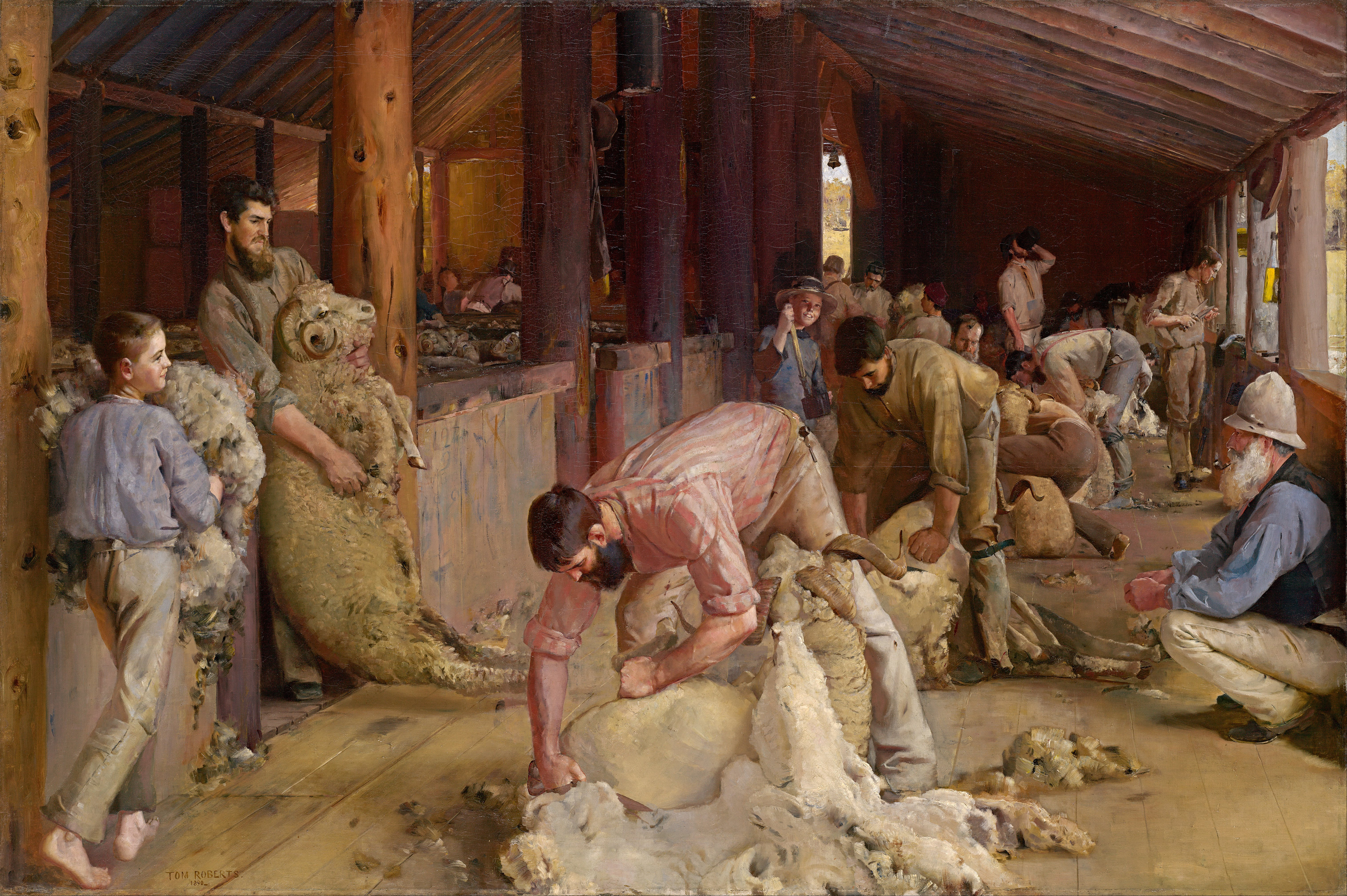
«Стрижка овец» Том Робертс, 1890.

Быстрый экономический рост, последовавший за золотыми лихорадками породил период благоденствия, длившийся сорок лет, чьей кульминацией стал «великий земельный бум» 1880-х. Быстрее всех рос
 Мельбурн, сперва ставший крупнейшим городом Австралии, а затем на какое-то время вторым по размеру городом Британской империи — доказательством тому служит множество дошедших до нас величественных викторианских построек тех времён. В 1856 году мельбурнские каменщики, ставшие первой организованной рабочей силой в движении рабочих Австралии, первыми в мире добились установления восьмичасового рабочего дня.
Мельбурнский дом профсоюзов был открыт в 1859 году. В последующие 40 лет такие же дома появились во всех крупных городах. В 1880-е профсоюзы зародились среди овцеводов, шахтёров и портовых рабочих, но вскоре распространились среди всех профессий синих воротничков. Нехватка рабочей силы привела к высоким ставкам и процветанию рабочего класса, а профсоюзы добились введения восьмичасового рабочего дня и других привилегий — неслыханное в ту пору в Европе дело.

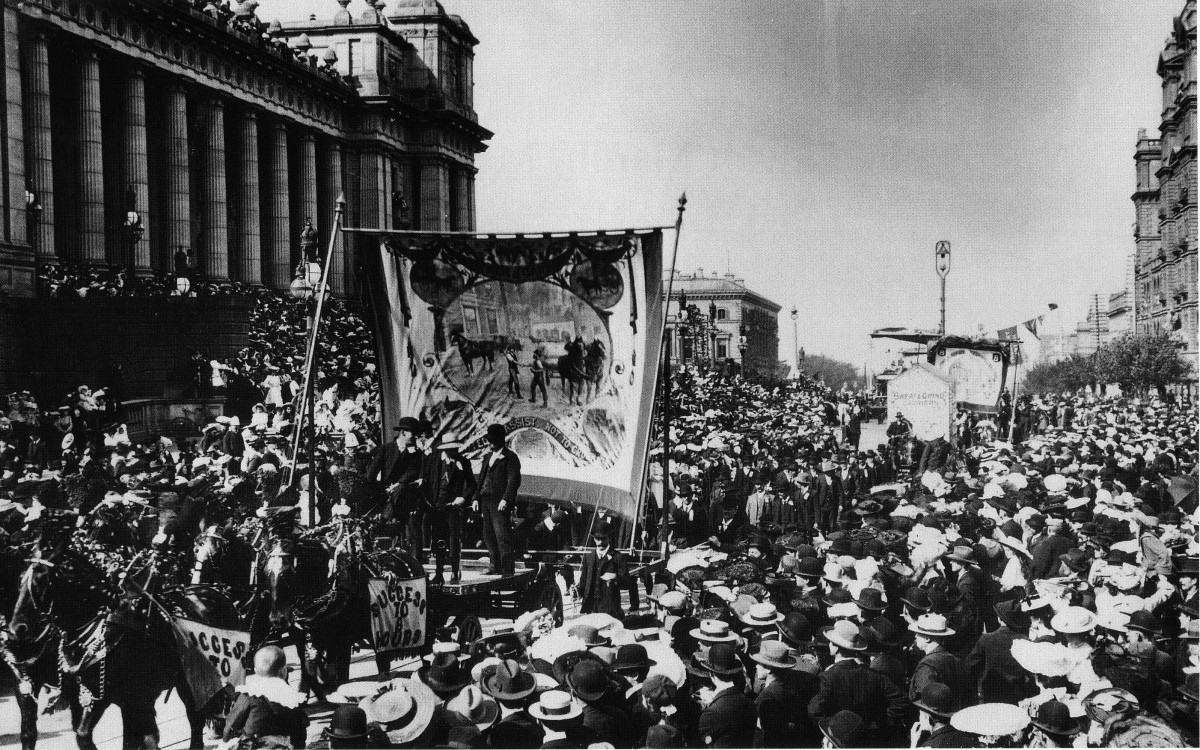
Марш за восьмичасовой рабочий день перед Зданием парламента в Мельбурне; ок. 1900 года.

За Австралией закрепилась репутация «рая для работяг». Некоторые работодатели попытались подорвать профсоюзные движения, привлекая рабочих из Китая. Это привело к реакции в обществе и в итоге все колонии ввели ограничения на иммиграцию из Китая и Азии в целом. 
«Большой бум» не мог длиться вечно и в 1891 году ему на смену пришел «Большой крах» — рецессия длиной в десятилетие, породившая высокий уровень безработицы и разрушившая множество бизнесов. Работодатели были вынуждены реагировать и снижать зарплаты. Профсоюзы ответили на это серией забастовок. Колониальные министерства, в основном состоящие из либералов, которых профсоюзы рассматривали как союзников, жестоко ополчились на рабочих, что привело к серии кровопролитных стычек, в частности в пасторальных областях Квинсленда. Профсоюзы восприняли происходящее как предательство со стороны либеральных политиков и начали формировать в колониях собственные политические партии — предшественников Австралийской лейбористской (рабочей) партии. Эти партии быстро обрели популярность: в 1899 году в Квинсленде было сформировано первое в мире лейбористское правительство (правда, просуществовавшее лишь 6 дней).

## Становление австралийской демократии

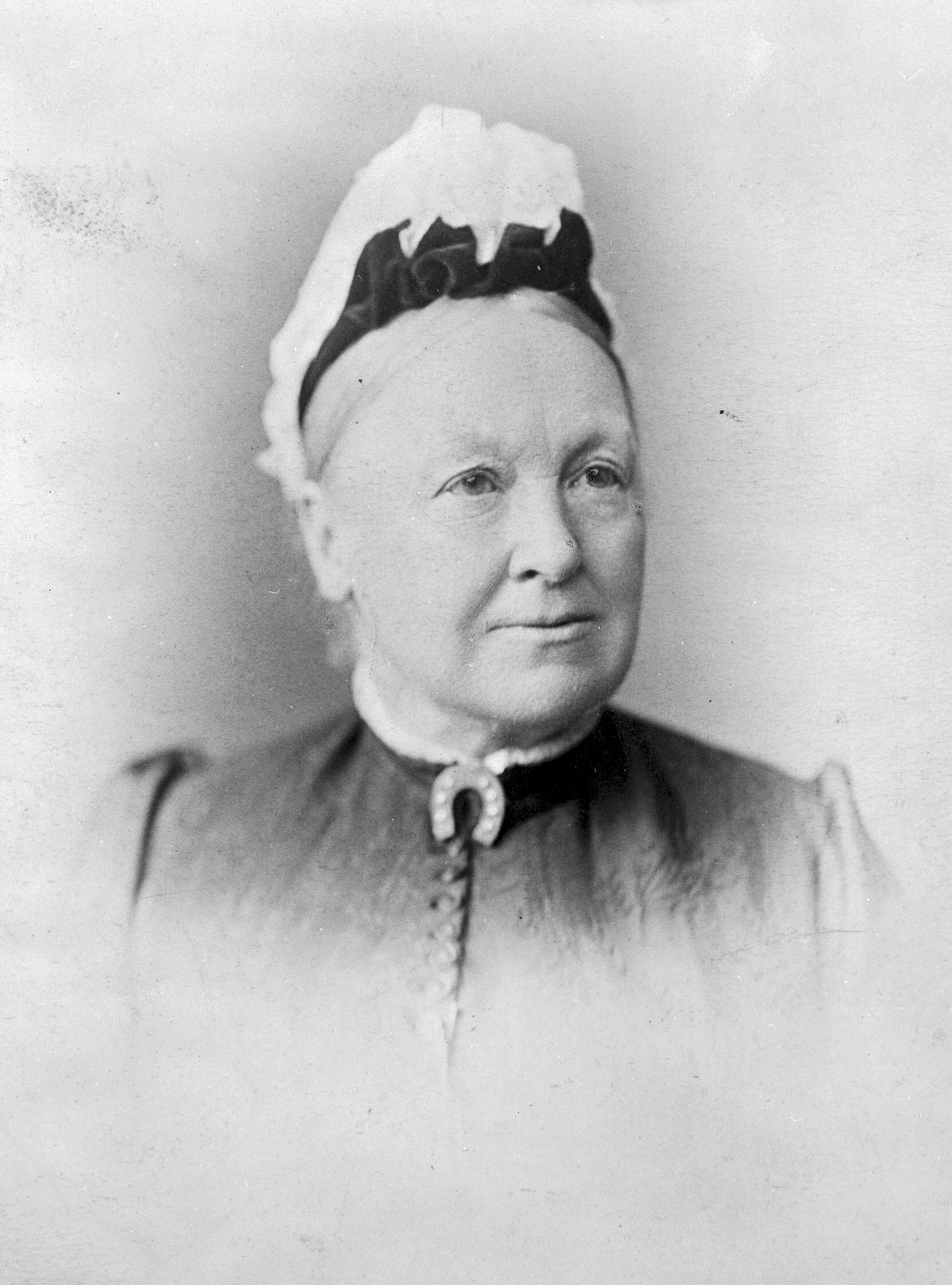
Южноавстралийская суфражистка Кэтрин Хелен Спенс (1825—1910). В 1895 году женщины Южной Австралии одними из первых в мире добились права голоса, а также первыми в мире получили право баллотироваться в парламент.

К середине XIX века в колониях Австралии возник серьёзный запрос на наличие репрезентативного и ответственного правительства, питаемый демократическим духом золотых приисков, явно проявленным во время Эврикского восстания, а также идеями великих реформ, гуляющими по Европе, США и Британской империи. Прекращение притока заключённых ускорило трансформацию общества в 1840-е и 1850-е годы. Акт об управлении австралийскими колониями 1850 года стал знаковым событием: учреждались представительские органы в Новом Южном Уэльсе, Виктории, Южной Австралии и Тасмании. Колонии с энтузиазмом принялись за написание собственных конституций, породивших прогрессивные демократические парламенты, хотя эти учреждения в основном выполняли роль колониальной верхней палаты, ведающей социальными и экономическими вопросами.

### На пути к федерации

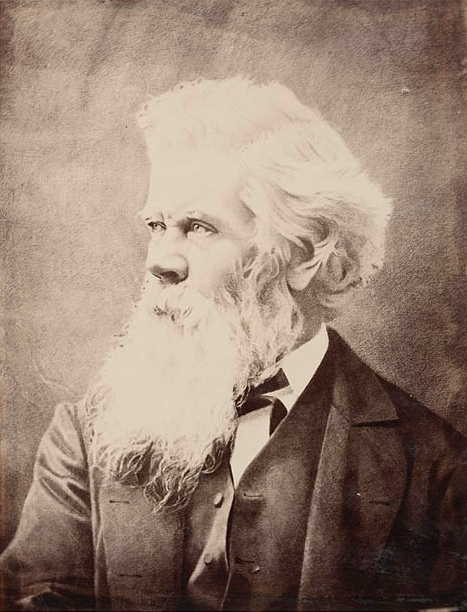
Сэр Генри Паркс (1815—1896) — «Отец федерации».

Депрессия 1890-х годов (наиболее серьёзная из всех, с которыми когда-либо сталкивалась Австралия) обнажила и без того очевидную всем неэффективность наличия шести колоний, особенно в приграничных районах: началось движение за образование Австралийской Федерации. Другим аргументом в поддержку Федерации была необходимость наличия общей иммиграционной политики (Квинсленд активно привлекал на сахарные заводы рабочих из Новой Каледонии — против этого решительно выступали профсоюзы и другие колонии) и опасения перед другими европейскими державами — Францией и Германией, начавших активно продвигать свои интересы в регионе. Британские старшие военные чины стали побуждать Австралию к созданию собственной армии и флота, для чего, очевидно, требовалось наличие федерального правительства. Не случайным совпадением стал и тот факт, что именно в 1890-е годы рожденные собственно в Австралии — дети иммигрантов эпохи золотой лихорадки — стали составлять большинство населения континента.
На фоне призывов Лондона к формированию межколониальной армии и наведения порядка в железнодорожной отрасли (к тому моменту каждая колония самостоятельно развивала железнодорожные сети), премьер-министр Нового Южного Уэльса сэр Генри Паркс сделал заявление о необходимости формирования национальной исполнительной власти:

|  | Сейчас население Австралии составляет три с половиной миллиона человек; в американских колониях насчитывалось от трёх до четырёх миллионов человек к тому моменту, когда они объединились в великий союз Соединённых Штатов. Цифры практически совпадают, и разумеется то, что американцы заполучили войной, австралийцы могут заполучить мирно и спокойно, не разрывая связей с материнским государством.[9] |
Оригинальный текст (англ.) Australia [now has] a population of three and a half millions, and the American people numbered only between three and four millions when they formed the great commonwealth of the United States. The numbers were about the same, and surely what the Americans had done by war, the Australians could bring about in peace, without breaking the ties that held them to the mother country.

Паркс задумал конвент, на который должны были собраться представители парламентов всех колоний с целью выработки наброска будущей конституции, учреждающей национальный парламент с двумя палатами, в чьей компетенции было бы решение всех насущных вопросов.  И хотя сам Паркс не дожил до реализации этих замыслов, в течение десятилетия они были претворены в жизнь.
Как и многие в движении за федерацию, Паркс был лоялистом Британской империи и на федеральной конференции 1890 года так высказался о кровных узах между колониями:

|  | Багровая нить родства связывает нас всех. Даже родившиеся в Австралии[10] по сути такие же британцы, как и те, что рождены в Лондоне или Ньюкасле. Мы все чтим британские ценности. Мы знаем, что являемся представителями расы, чья воля к заселению новых земель не сравнится ни с чьей на свете... Объединённая Австралия не означает для меня отделения от Империи.[9] |
Оригинальный текст (англ.) The crimson thread of kinship runs through us all. Even the native born Australians are Britons as much as those born in London or Newcastle. We all know the value of that British origin. We know that we represent a race for which the purpose of settling new countries has never had its equal on the face of the earth... A united Australia means to me no separation from the Empire.

Паркс стоял у истоков движения за федерацию, однако остальные колонии увидели в этом угрозу доминации Нового Южного Уэльса и первоначальная попытка утвердить федеральную конституцию в 1891 году провалилась. В 1880 году представители шести колоний и Новой Зеландии собрались на встречу в Мельбурне. Они выпустили резолюцию с призывом к объединению колоний и просьбой каждой из них направить представителей своего парламента для участия в конвенте по выработке федеральной конституции. На следующий год в Сиднее состоялся Национальный Австралазийский Конвент 1891 года, который длился 1 месяц. При участии представителей всех шести будущих штатов и Новой Зеландии было сформировано три комитета: Конституционный, Финансовый и Судебный. Проект конституционного билля был подготовлен Конституционным комитетом, состоящим из Самюэля Гриффита, Инглис Кларк и Чарльза Кингстона при участии Эдмунда Бартона. С проектом билля каждый из делегатов вернулся в свой колониальный парламент, однако процесс ратификации шёл медленно на фоне экономической депрессии 1890-х годов, с которой столкнулась Австралия.
Дело, однако, было подхвачено Ассоциацией австралийских аборигенов и молодыми политиками, такими как Альфред Дикин и Эдмунд Бартон. Вслед за прошедшим конвентом федералистов в 1893 году и конференцией глав колоний (премьеров) в 1895 году, пять из колоний избрали представителей для Австралийского конституционного конвента 1897-8, который проводился в Аделаиде, Сиднее и Мельбурне примерно в течение года, таким образом давая время для консультаций с парламентами колоний и всеми заинтересованными сторонами. На этот раз конституционный комитет назначил Бартона, Ричарда О'Коннора и Джона Доунера подготовить черновой вариант билля и после долгих дебатов и консультаций Новый Южный Уэльс, Южная Австралия и Тасмания согласились выставить билль на голосование в своих колониях. Позже к ним присоединились Квинсленд и Западная Австралия, однако в конвенте не приняла участие Новая Зеландия.
В июле 1898 года прошла серия колониальных референдумов по биллю: он был одобрен в Виктории, Южной Австралии и Тасмании, но отвергнут в Новом Южном Уэльсе. В 1899 году исправленный текст билля был вынесен на повторный референдум в вышеприведённых четырёх колониях, а также Квинсленде, в итоге получив одобрение в каждой из них.
В марте 1900 года делегаты были направлены в Лондон, где в это время проходило рассмотрение билля парламентом метрополии. Колониальный секретарь Джозеф Чемберлен выразил возражение против положений, ограничивающих право обращаться в тайный совет, однако был достигнут компромисс и билль был передан в Палату общин. Он был принят 5 июля 1900 года и вскоре был подписан королевой Викторией, которая в сентябре объявила, что новая нация начнёт своё существование в первый день 1901 года. Лондон направил в Австралию лорда Хоуптоуна, которому было поручено формирование временного кабинета, который должен был проследить за процессом создания Содружества и провести первые выборы. Таким образом отдельные колонии континента объединялись под началом одного общего федерального правительства.

## Развитие культуры

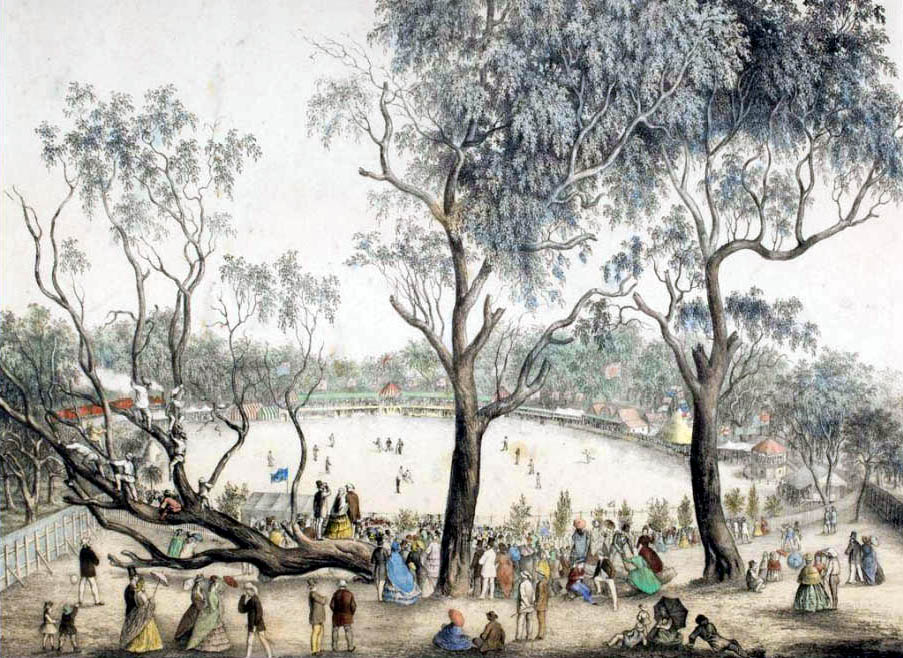
Игра в крикет на Мельбурн Крикет Граунд в 1860-е.

Искусство Австралии развило свои отличительные черты во второй половине XIX века. Именно этот период во многих отношениях послужил фундаментом художественному восприятию Австралии, который сохраняется по сей день. Центральную роль в культуре в этот период продолжает играть Христианство, а Церковь Англии остаётся крупнейшей деноминацией.

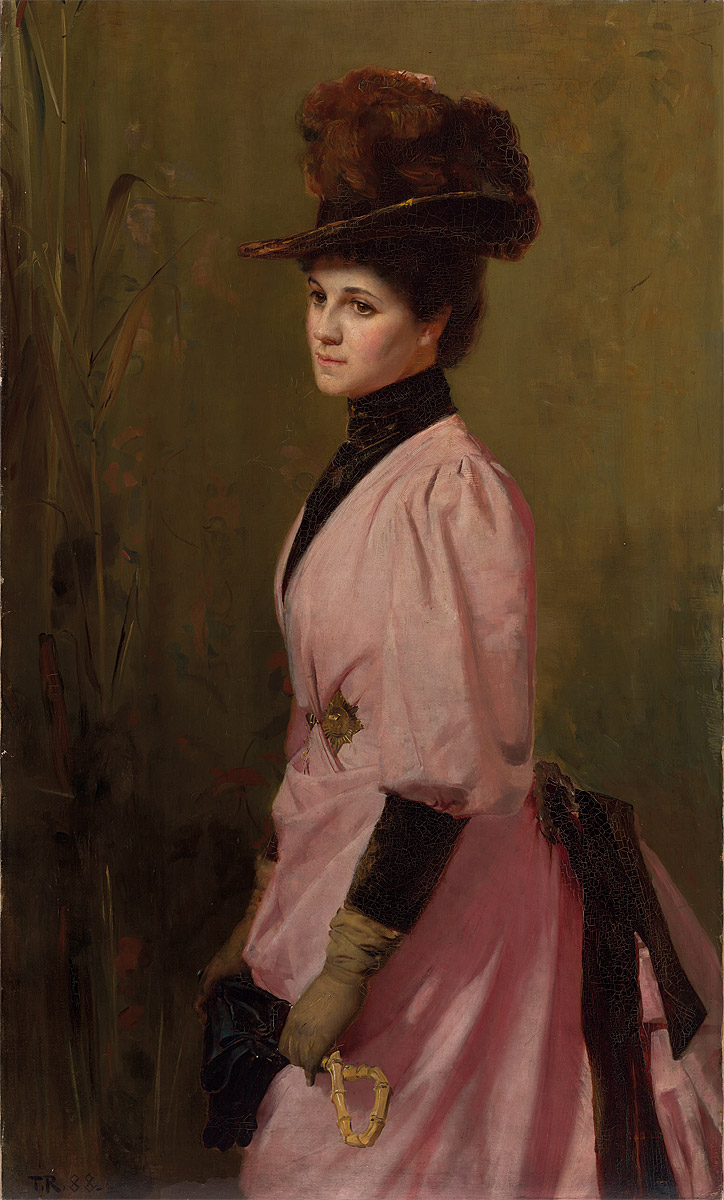
«Уроженка Австралии» Том Робертс, 1888.

Истоки отличительных черт именно австралийской живописи часто ассоциируются с Гейдельбергской школой 1880—1890-х годов. Такие художники как Артур Стритон, Фредерик Мак-Каббин и Том Робертс обратились к теме воссоздания в своём искусстве подлинной игры цвета и освещения, характерных для австралийского ландшафта. Также как и европейские импрессионисты, они творили на открытом воздухе. Эти творцы черпали вдохновение в уникальной игре красок и света, характерных для австралийского буша. Многие связывают творчество школы с широкой модой на импрессионизм в целом, в то время как другие указывают на влияние более ранних традиций живописи на открытом воздухе, успевшие зародиться по всей Европе. Наиболее узнаваемые работы представителей школы включают сцены пасторальной и дикой Австралии в ярких, порой суровых летних цветах этого континента. Название школы происходит от лагеря, разбитого Робертсом и Стритоном на участке близ Гейдельберга — сельского предместья Мельбурна. Некоторые из их картин получили международное признание, а многие осели в народном сознании австралийцев, снискав популярность далеко за пределами художественных кругов.